# Nahari
Nahari (奈半利町, Nahari-chō) est un bourg du district d'Aki, dans la préfecture de Kōchi au Japon.

## Géographie

### Localisation
Nahari est situé dans l'est de la préfecture de Kōchi, au bord de la baie de Tosa.

### Démographie
Au 1er mai 2015, la population s'élevait à 3 287 habitants répartis sur une superficie de 28,36 km2.

## Transports
Nahari est desservie par la ligne Asa de la Tosa Kuroshio Railway à la gare de Nahari.